# Fata Morgana (polka)
Fata Morgana op. 330, è una polka mazurka di Johann Strauss figlio.
Una figura ricorrente nelle leggende arturiane è quella della fata Morgana; una fata, seducente e incantatrice, collegata a vari personaggi della mitologia celtica. Nella sua Vita Merlini (1150), Geoffrey Monmouth attribuisce ai suoi poteri magici la capacità di guarigione e di mutare la propria forma a piacimento, Monmouth identifica la fata come sovrano dell'isola di Avalon. Successivamente, nel romanzo di Chrétien de Troyes (1165), appare per la prima volta come la sorella di re Artù, mentre altre versioni la identificano come la sua sorellastra.
Esistono ulteriori elaborazioni della leggenda, ma nei testi risalenti al XIII e al XIV secolo viene spesso associata alla Sicilia, dove il termine fata morgana veniva, ed è, utilizzato per descrivere un miraggio attribuito alla magia di fata Morgana, spesso avvistato all'orizzonte sullo stretto di Messina.
La polka Fata Morgana venne scritta da Johann Strauss per il gran ballo dell'associazione degli artisti di Vienna Hesperus, che si tenne nella Dianabad-Saal il 1º febbraio 1869. Tutti e tre i fratelli Strauss erano membri di questa associazione, e per questo ballo ciascuno di loro contribuì all'evento con una nuova composizione (Josef con il valzer Aquarellen op. 258, Eduard con la polka francese In Künstlerkreisen op. 47 e Johann con la sua Fata Morgana).
Poco meno di quattro settimane più tardi, il lunedì di Pasqua 29 marzo, Johann diresse la prima esecuzione pubblica dell'opera in un concerto d'addio nella Blumen-Säle (Sala dei fiori) della Wiener Gartenbaugesellschaft (Associazione dei floricoltori di Vienna) poco prima di partire con il fratello Josef per la stagione di concerti estivi in Russia, a Pavlovsk.